# انعكاسية (بحث)
الانعكاسية هي العلاقة الدائرية بين المسبب والسبب. بحيث يؤثر احداهما بالاخر بحيث يصبح مستحيل تحديد من هو السبب أو المسبب. مثال على ذلك العلاقة بين البيضة والدجاجة، فمن الصعب تحديد من المسبب ومن السبب.
في علم الاجتماع، تعني الانعكاسية حالة ارتداد الحالة على نفسها. ومن هذا المنظار، تدل على قدرة مؤثر ما على تحديد قوئ المجتمع ومنثم التآثير عليهم ليغيروا وضعهم في الهيكل الاجتماعي. في حالة الانعكاسية البسيطة، يتأثر الفرد بمحيطه. اما في حالة الانعكاسية العليا، يكون الفرد هو المؤثر على بيئته أو مجتمعه.
في الاقتصاد، الانعكاسية هي حالة ذاتية التأثير على حالها. مثلا، ارتفاع اسعار الاسهم يؤدي إلى طلب لشراء الاسهم مما يؤدي إلى ارتفاع الاسعار وهكذا دواليك. وبالعكس، انخفاض الاسعار يؤدي إلى بيع الاسهم مما يؤدي إلى انخفاض الاسعار أكثر مما يسبب نتائج كارثية.

## للاستزادة
- قاون كامبل
- منطق
- بحث علمي
- بحث على أساس علمي
- بحث علمي تجريبي
- مناهج البحث العلمي
- مناهج النقد الحديث